# Utsjoki
Utsjoki község Finnország északi részén, Lappföldön található.  Az északi sarkkörön túl fekszik. A községben 1246 fő él 5 371 négyzetkilométernyi területen, amelyből  227,51 négyzetkilométert vízfelület alkot. A község népsűrűsége 0,24 fő/km2. A község Norvégiával határos, akárcsak Inari község.
Utsjokiban két hivatalos nyelv van, a finn és az északi számi. A népességen belül az egész országban itt a legnagyobb a számi népesség aránya. A határvonal a Tana-folyó vonalát követi, mely a Jeges-tengerbe torkollik. A folyó népszerű a horgászok körében, mivel nagy mennyiségű lazac él benne. A községhez tartozik az Európai Unió legészakibb települése, Nuorgam, ahol a világ legészakabbra fekvő közúti határátkelőhelye is található.
Utsjoki képezi az északi végét a finn 4-es főútnak, amely Finnország leghosszabb főútvonala. Az E75-ös autóút itt fut keresztül és a Számi hídon átjutva lehet innen tovább menni Norvégia felé.
A 712 négyzetkilométer kiterjedésű Kevo Természetvédelmi Terület a község területén található. A természetvédelmi területen egy 63 kilométer hosszúságú túraútvonal halad keresztül, részben a Kevo-hasadék nyomvonala mentén.

## Fordítás
Ez a szócikk részben vagy egészben  az   Utsjoki című angol Wikipédia-szócikk ezen változatának fordításán alapul.  Az eredeti cikk szerkesztőit annak laptörténete sorolja fel. Ez a jelzés csupán a megfogalmazás eredetét és a szerzői jogokat jelzi, nem szolgál a cikkben szereplő információk forrásmegjelöléseként.